# 阿富汗王國
阿富汗王國（普什圖語：‎，羅馬化：Dǝ Afġānistān wākmanān；達利語：‎，羅馬化：Pādešāhī-ye Afġānistān）是中、南亚的一个君主立宪制国家，成立于1926年，是阿富汗酋长国的继承国。这是第一位国王阿曼诺拉汗在登基7年后宣布的。1973年阿富汗政变结束了君主制，改為阿富汗共和國。

## 历史
阿曼诺拉汗热衷于国家现代化，导致保守势力在许多场合造成社会动荡。1927年，当他访问欧洲时，叛乱再次爆发。他将王位让给了其兄伊纳阿图拉汗。伊纳亚图拉汗只统治了三天，就被叛乱领袖哈比布拉·卡拉卡尼夺取政权，恢复了该酋长国的地位。
10个月后，阿曼诺拉汗手下的战争部长穆罕默德·纳第尔从英属印度流亡归来。他的英国支持的军队洗劫了喀布尔，迫使哈比布拉·卡拉卡尼讨论停战协议。最后，穆罕默德·纳迪尔的部队逮捕并随后处决了卡拉卡尼。穆罕默德·纳第尔恢复了王国，于1929年10月被宣布为阿富汗国王，并继续恢复最后一位国王阿曼诺拉汗的改革道路。他的儿子穆罕默德·查希尔·沙阿继承了他的王位，他的统治始于1933年，持续了39年。阿富汗最后一位国王穆罕默德·查希尔·沙阿最终被他的堂兄穆罕默德·达乌德·汗推翻，后者成功地结束了长达数世纪的君主制，建立了阿富汗共和政府。正是在查希尔·沙阿的领导下，阿富汗政府寻求与外部世界的关系，尤其是与苏联、法国、英国和美国的关系。
1934年9月27日，在查希尔·沙阿统治期间，阿富汗王国加入了国际联盟。第二次世界大战期间，阿富汗保持中立，奉行不结盟外交政策。阿富汗虽然在第二次世界大战中保持中立，但与纳粹德国有关系，但在英苏入侵伊朗后断绝了关系。
阿富汗于1946年8月29日加入联合国。1947年，阿富汗是唯一一个投票反对巴基斯坦加入联合国的联合国成员国。这主要是由于王国对普什图尼斯坦的主张。尼基塔·赫鲁晓夫于1955年访问了首都喀布尔，支持阿富汗对普什图尼斯坦的主张。阿富汗也在1961年成为不结盟运动的成员。当时的阿富汗总理穆罕默德·达乌德·汗为阿富汗的现代工业和教育发展努力工作。1973年7月，达乌德·汗在查希尔·沙阿不在的时候发动了一场不流血政变。下个月，查希尔·沙阿退位，希望避免内战，这标志着阿富汗王国的正式结束和共和国的开始。

## 地理
阿富汗王国西与伊朗接壤，北与苏联接壤，东与中国接壤，南与巴基斯坦接壤。这个多山且干旱的国家面积为652,200平方（251,830平方英里）。奇怪的形状和边界是由于阿富汗成为了俄罗斯和英国之间的缓冲地带。瓦罕走廊是缓冲区的一个例子。冬天大部分地区都下雪，降雨量也很少。

## 人口统计资料
这个国家由不同的民族组成，如普什图人、塔吉克人、哈扎拉人、乌兹别克人和其他许多民族。
大多数阿富汗人是穆斯林，约占总人口的99%。大约80-85%的穆斯林人口是逊尼派，其余是什叶派。
达利语和普什图语是这个国家的官方语言。许多阿富汗人会说两种语言，彼此之间也会用这两种语言交流。

## 经济
就像过去和现在的阿富汗一样，该国经济很大程度上依赖于农业和矿业。
冷战期间，美国和苏联都投资阿富汗经济，试图获得影响力。1951年，阿富汗和美国在喀布尔签署了一项帮助经济发展的协议，并在1954年开始建造一条从特尔梅兹到马扎里沙里夫的100公里长的管道。阿富汗从美国进出口银行获得18,500,000美元，帮助他们购买美国的材料、设备和服务，用于赫尔曼德河谷发展项目。
1961年8月，由于首相穆罕默德·達烏德汗对普什图尼斯坦的强硬立场，巴基斯坦关闭了与阿富汗的边界，但在達烏德汗辞职后，边界于5月重新开放。
该国拥有滑石、云母、银、铅、绿柱石、铬铁矿、铜、天青石和铁矿石矿藏。

## 军事
查希尔·沙阿国王的堂兄穆罕默德·达乌德·汗于1956年分别与捷克斯洛伐克社会主义共和国和苏联签署了价值300万美元的武器交易和3250万美元的武器交易。这笔交易让阿富汗军方进口了T-34坦克和米格-17战斗机。到1973年，四分之一到三分之一的阿富汗军官在苏联接受过训练。